# Жак Гамлиел
Яков (Жак) Гамлиел (на ладино: Jakov Gamliel, на френски: Jacques Gamliel) е еврейски фотограф от Македония, активен от 90-те години на XIX век до 20-те години на XX век в Солун, Османската империя.

## Биография
Роден е в 1870 година в Солун. Става фотограф и отваря ателие в родния си град. В 1898 година то се намира на улица „Вардар“ срещу Ун Капан. През 1901 година обогатява бизнеса си с продажбата на фотографски плаки „Кодак“, като може би е първият, внасял марката в Солун. В 1906 година пътува до Виена и внася ацетиленови осветителни продукти, като инсталира тази осветителна система в големи сгради и уверява, че осигурява по-интензивно осветление от електричеството. В 1907 година напуска ателието си срещу Ун Капан и се установява на улица „Сабри паша“ срещу имота на Исак Наваро. Заминава за Виена и се завръща в 1910 година. Мести студиото си отново на „Сабри паша“ близо до магазина Лувро и Голямата синагога, по-късно до магазина на Хазтай Езрати, а в 1913 година е на кръстовището на „Сабри паша“ и „Агиос Минас“.
Гамлиел има и ателие в Скопие, където умира в 1925 година.